# Jos Geysels
Josephus Elisabeth A.M. (Jos) Geysels (Turnhout, 20 september 1952) is een voormalig Belgisch politicus voor Agalev. Na een carrière als voorman van de groene Vlaamse partij werd hij voorzitter van Boek.be, 11.11.11, de Decenniumdoelen, het Vlaams Fonds voor de Letteren, Reset.Vlaanderen vzw en Theater Aan Zee.

## Levensloop
Geysels, geëngageerd student in de jaren 1960, studeerde in 1975 als licentiaat in de sociologie aan de Universitaire Faculteiten Sint-Ignatius en de Universitaire Instelling Antwerpen. Van 1975 tot 1981 was hij stafmedewerker van de Volkshogeschool Elcker-Ik in Antwerpen en van 1981 tot 1985 coördinator en nationaal secretaris van de federatie van Elcker-Ik-centra.
Ondertussen werd hij politiek actief voor de groene partij Agalev. Van 1985 tot 1987 was hij partijsecretaris van Agalev, alsook medewerker van de Agalev-fractie in de Kamer van volksvertegenwoordigers. In december 1987 werd Geysels voor het arrondissement Turnhout verkozen in de Kamer van volksvertegenwoordigers, waar hij tot in mei 1995 bleef zetelen. Hij zetelde er in de commissies Tewerkstelling en Sociaal Beleid (1988-1989), Sociaal Beleid (1989-1991), Sociale Zaken (1991-1995) en Herziening van de Grondwet (1995). 
In de periode februari 1988-mei 1995 had hij als gevolg van het toen bestaande dubbelmandaat ook zitting in de Vlaamse Raad, de voorloper van het huidige Vlaams Parlement. Van oktober 1988 tot mei 1995 zat hij er de Agalev-fractie voor. Hij zetelde er tevens van 1992 tot 1995 in de commissie Algemene Zaken en van 1992 tot 1993 in de commissie Binnenlandse Aangelegenheden en Ambtenarenzaken.
Bij de eerste rechtstreekse verkiezingen voor het Vlaams Parlement van 21 mei 1995 werd hij verkozen in de kieskring Mechelen-Turnhout. Ook in het Vlaams Parlement zat hij de Agalev-fractie voor van juni 1995 tot juni 1999. Daarna maakte hij van juli 1999 tot juni 2004 als vierde ondervoorzitter deel uit van het Bureau van het Vlaams Parlement. Voorts maakte Geysels er deel uit van de commissies Staatshervorming en Algemene Zaken (1995-1999), Financiën en Begroting (1995-1999), Mediabeleid (1995-1998) en Institutionele en Bestuurlijke Hervorming en Ambtenarenzaken (2003-2004). In 2004 beëindigde hij zijn parlementaire carrière en werd hij laatste opvolger op de Groen!-lijst in de kieskring Antwerpen. Sinds 22 juli 2004 mag hij zich ere-ondervoorzitter van het Vlaams Parlement noemen. Die eretitel werd hem toegekend door het Bureau (dagelijks bestuur) van deze assemblee.
In 1989 lag hij samen met journalist Hugo Gijsels mee aan de basis van het politieke isolement van het Vlaams Blok, het zogenaamde cordon sanitaire. Binnen Agalev vertegenwoordigde hij de meer Vlaamsgezinde reflex die de emancipatiekracht binnen de Vlaamse Beweging erkende.
Van september tot december 1997 en van juni tot juli 1998 was hij tijdens de ziekte van Wilfried Bervoets waarnemend politiek secretaris van Agalev. Na het overlijden van Bervoets in juli 1998 bleef hij aan als waarnemend partijsecretaris. Op 23 oktober 1999 werd hij officieel verkozen tot politiek secretaris van Agalev. Geysels cumuleerde deze functie met die van parlementslid, waarmee de toen geldende statuten van Agalev werden geschonden. Als politiek secretaris nam Jos Geysels afstand van de beweging Anders Gaan Leven van Luc Versteylen. Hij vormde bij Agalev een duo met partijsecretaris Luc Lemiengre.

### Na 1999
Bij de federale verkiezingen van 13 juni 1999 boekte de partij een verkiezingswinst, waarop de eerste regeringsdeelname uit de geschiedenis van de partij volgde. Geysels werd geen minister en bleef als politiek secretaris de partij leiden. In januari 2002 werd hij benoemd tot minister van Staat.
Nadat Agalev bij de federale verkiezingen van 18 mei 2003 een zware nederlaag leed en uit het federaal parlement verdween, nam Geysels op 20 mei ontslag uit zijn functie van politiek secretaris en werd hij opgevolgd door Dirk Holemans. De partij werd op 15 november 2003 omgevormd tot Groen!, met Vera Dua als voorzitter.
In 2005 werd Geysels aangesteld tot speciaal ambassadeur voor 'Institution Building' onder de regering-Verhofstadt II. In landen die recentelijk getroffen werden door oorlogen (zoals Rwanda), ging hij na hoe België ondersteuning kon bieden voor de wederopbouw van hun staatsstructuur. Op eigen verzoek kwam op 1 februari 2007 een einde aan dit mandaat. Hij stapte toen over naar de Vlaamse koepelorganisatie voor ontwikkelingssamenwerking 11.11.11 waar hij van 20 juni 2007 tot 1 april 2017 voorzitter van was.
Van juli 2006 tot maart 2010 was hij tevens voorzitter van de raad van bestuur van Boek.be, de organisator van de jaarlijkse Boekenbeurs in Antwerpen. Hij was van 2006 tot 2015 ook voorzitter van MOOOV Filmfestival en zetelde van 2004 tot 2017 in de raad van bestuur van de Koninklijke Vlaamse Schouwburg in Brussel.
Van 2008 tot 2020 was Jos Geysels voorzitter van Decenniumdoelen, een samenwerkingsverband rond armoede, en van 2010 tot 2018 was hij voorzitter van het Vlaams Fonds voor de Letteren. Sinds 2016 is hij lid van de raad van bestuur van Theater Aan Zee in Oostende en van de denktank Minerva. In 2018 was hij tevens juryvoorzitter van de ECI Literatuurprijs.
Van 2019 tot 2022 was hij voorzitter van het Boekenoverleg, het overlegorgaan van de hele boekensector. Ook werd hij voorzitter van armoedeorganisatie vzw 't Antwoord in Turnhout. Literair werd hij actief als recensent non-fictie voor de Standaard der Letteren, panellid bij Uitgelezen en Overlezen, de boekenprogramma's van respectievelijk Vooruit (Gent) en De Warande (Turnhout) en in 2018 maandelijks columnist voor De Gids op Maatschappelijk Gebied. In 2001 publiceerde hij Curieuze gedachten.
Sinds 2021 is Geysels voorzitter bij Reset.Vlaanderen vzw, een netwerk rond eerlijke transitie in Vlaanderen. Deze organisatie is een fusie van Arbeid & Milieu vzw en Transitienetwerk Middenveld. 
Sinds 2021 is hij tevens bestuurder van Bozar en voorzitter van de vzw Vlaamse Literatuurprijs, die jaarlijks de literatuurprijs De Boon uitreikt.
- Gemeinsame Normdatei: 1251905285
- International Standard Name Identifier: 0000 0000 3214 7016
- Library of Congress Control Number: n94007292
- Nederlandse Thesaurus van Auteursnamen: 110569431
- Virtual International Authority File: 75537819
- WorldCat: E39PBJvxqBtwq9PYFhQjpWd84q